# Katastrofa lotnicza w Talodi
Katastrofa lotnicza w Talodi miała miejsce 19 sierpnia 2012 w Sudanie, w pobliżu miasta Talodi. Delegacja rządu Sudanu udawała się na uroczystości muzułmańskiego święta Id al-Fitr do sudańskiej prowincji Kordofan Południowy. W katastrofie zginęły 32 osoby, wśród ofiar był sudański minister Ghazi al-Sadiq Abdel Rahim.

## Obywatelstwo ofiar wypadku
| Państwo     | Pasażerowie | Załoga | Razem |
| ----------- | ----------- | ------ | ----- |
| Sudan       | 26          | 3      | 29    |
| Armenia     | –           | 1      | 1     |
| Rosja       | –           | 1      | 1     |
| Tadżykistan | –           | 1      | 1     |
| Razem       | 26          | 6      | 32    |

- Źródło[2]:.